# 아눌렌

[18]아눌렌의 구조

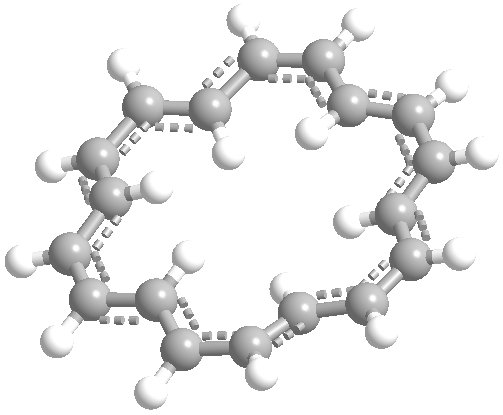
[18]아눌렌의 삼차원 구조

아눌렌(annulene)은 이중 결합과 단일 결합이 번갈아가며 나타나는 고리형 탄화수소를 뜻한다. 아눌렌을 명명할 때는 n을 분자를 이루는 탄소 원자의 수로 하여 '[n]아눌렌'의 방식으로 표기한다. 이때 n은 4, 6, 8, 10 등 4 이상의 짝수만 올 수 있다. 또는 사이클로뷰타다이엔, 사이클로옥타테트라엔 등의 체계적인 명칭을 붙일 수 있다.

## 같이 보기
- 풀벤류

## 참고 문헌
- 化學大辭典編集委員會 편, 성용길, 김창홍 역, 《화학대사전》, 서울: 世和, 2001.